# Jaanus Vaiksoo

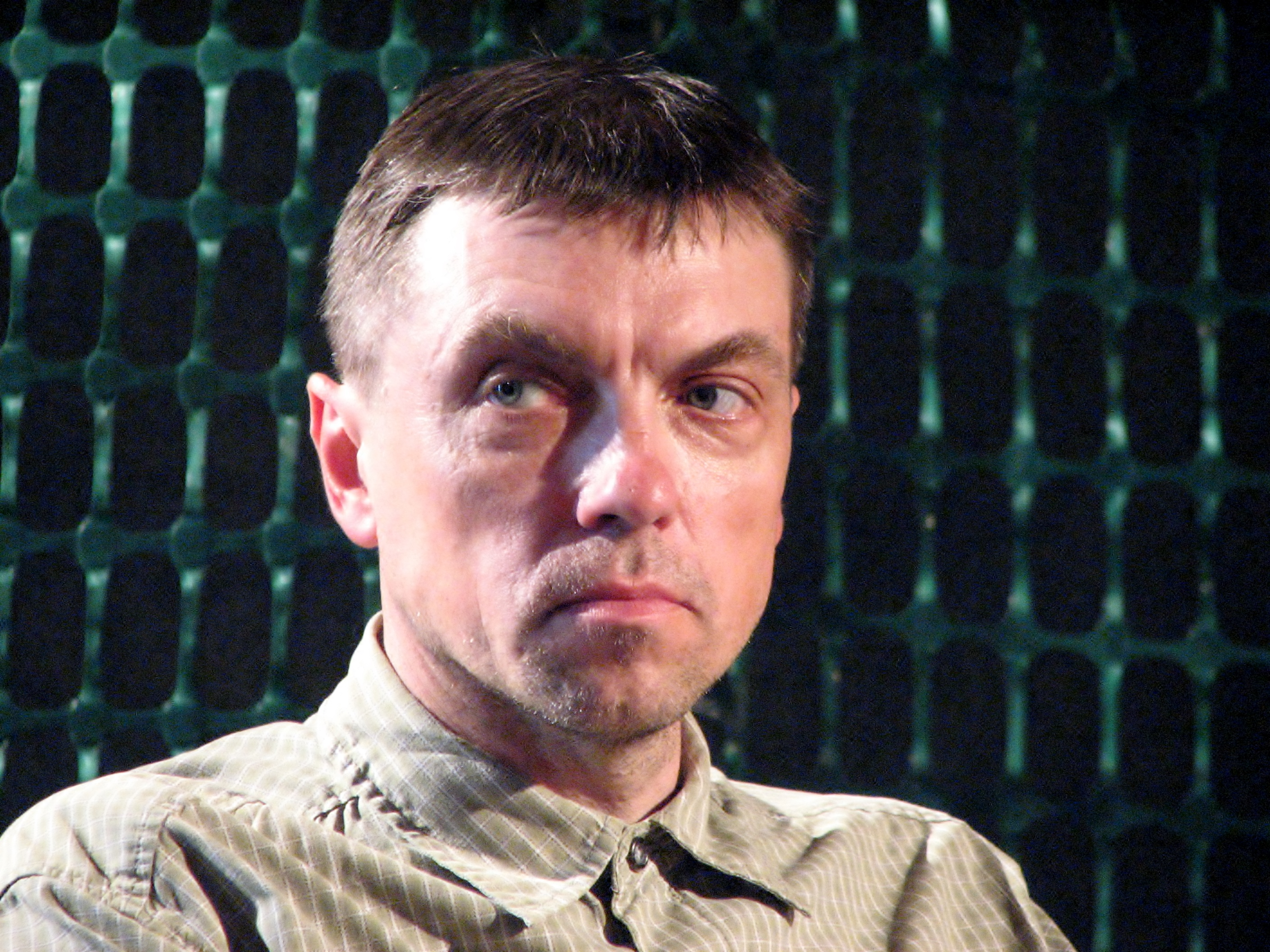
Jaanus Vaiksoo, 2013

Jaanus Vaiksoo (* 5. Januar 1967 in Paide) ist ein estnischer Literaturwissenschaftler und Kinderbuchautor.

## Leben
Jaanus Vaiksoo machte 1985 in Tallinn Abitur und studierte anschließend an der Universität Tallinn von 1985 bis 1991 Estnische Philologie. Nach dem Studienabschluss belegte er an der gleichen Universität den Magisterstudiengang, den er 1994 abschloss. Zwischenzeitlich war er Stipendiat an der Universität Greifswald, später auch an der Universität Wien und der Universität Tampere.
Vaiksoo hat als Gymnasiallehrer und Universitätslektor gearbeitet und auch Literatur aus dem Deutschen übersetzt. Er ist seit 2006 Mitglied des Estnischen Schriftstellerverbandes.

## Werk
Vaiksoo schreibt sowohl Lyrik als auch Prosa für Kinder und überzeugte die Kritik vornehmlich durch eine sorgfältige Sprache, in deren Versen sich „keine zufälligen Wörter finden“. Bereits sein erster Gedichtband Die Frau des Uhrmachers (2003) wurde mit dem wichtigsten Preis für Kindergedichte in Estland ausgezeichnet. Seine Gedichte haben häufig einen deutlichen Erzählton und kreisen um eine bestimmte Person (z. B. Onkel Heino in verschiedenen Gedichtbänden). Sein in Estland prämiertes Buch Schuhgröße 39 wurde 2020 in die White Rave-Liste der Internationalen Jugendbibliothek aufgenommen.
Vaiksoo hat auch Theaterstücke für Kinder verfasst.

## Auszeichnungen
- 2003 Karl-Eduard-Sööt-Preis für Kindergedichte
- 2013 Literaturpreis des Estnischen Kulturkapitals (Kinder- und Jugendliteratur)
- 2020 Literaturpreis des Estnischen Kulturkapitals (Kinder- und Jugendliteratur)

## Bibliografie

### Kinder- und Jugendliteratur
- Neli hommikut ja üks õhtu ('Vier Morgende und ein Abend'). Ill. Ilmar Trull. Tallinn: Avita 2000. 51 S.
- Kellassepaproua ('Die Frau des Uhrmachers'). Ill. Anu Kalm. Tallinn: Varrak 2003. 32 S.
- Soovaimulood ('Geschichten vom Sumpfgeist'). Ill. Moritz (Ott Vallik). Tallinn: Eesti Jahimees 2003. 64 S.
- Jaagupi esimene koolisügis ('Jaagups erster Herbst in der Schule'). Ill. Kadri Ilves. Tallinn: Koolibri 2005. 71 S.
- Lumemöll ('Schneesturm'). Ill. Kadri Ilves. Tallinn: Tänapäev 2005. 72 S.
- Onu Heino eksis ära ('Onkel Heino hat sich verirrt'). Tallinn: Koolibri 2007. Ill. Kadri Ilves. 48 S.
- Nõiutud pulmarong ('Der verhexte Hochzeitszug'). Ill. Everi Vähi. Tallinn: TEA Kirjastus 2007. 112 S.
- Onu Heino väike pere ('Onkel Heinos kleine Familie'). Ill. Kertu Sillaste. Tallinn: Tallinna Keskraamatukogu 2010. 72 S.
- Saladuslikud seiklused Toompeal ('Geheimnisvolle Abenteuer auf dem Domberg'). Ill. Marja-Liisa Plats. Tallinn: Kultuurileht 2010. 48 S.
- Jõulutaadi ootel ('Warten auf den Weihnachtsmann'). Ill. Kertu Sillaste. [Tallinn:] Päike ja Pilv 2012. 32 S.
- Supipotikarneval ('Suppentopfkarneval'). Ill. Kaspar Jancis. Tallinn: Koolibri 2012. 47 S.
- Kolm sügist ('Drei Herbste'). Ill. Kadi Kurema. s. l.: Ärkel 2017. 48 S.
- Miku ja Mirjami kuus kummalist kohtumist ('Die sechs merkwürdigen Treffen von Mikk und Mirjam'). Ill. Katrin Kaev. s. l.: Ärkel 2018. 46 S.
- King nr 39 ('Schuhgröße 39'). s. l.: Ärkel 2019. 183 S.[4]
- King nr 40 ('Schuhgröße 40'). s. l.: Ärkel 2020. 190 S.